# Lanistes graueri
Lanistes graueri é uma espécie de gastrópode  da família Ampullaridae.
É endémica de República Democrática do Congo.